# Kołobrzeg Lasy Miejskie
Kołobrzeg Lasy Miejskie – nieistniejący już przystanek kolejowy na terenie Kołobrzeskiego Lasu w Kołobrzegu, w województwie zachodniopomorskim, w Polsce. Został zlikwidowany po 1945 roku. Krawędź peronowa została rozebrana na przełomie maja i czerwca 2006 roku w trakcie modernizacji głównej linii. Nie mieściły się przy niej maszyny torowe.